# Tarenna flava
Tarenna flava là một loài thực vật có hoa trong họ Thiến thảo. Loài này được Alston miêu tả khoa học đầu tiên năm 1931.